# Волчонок (телесериал)
«Волчо́нок», также известен как «О́боротень» (англ. Teen Wolf) — сверхъестественный телесериал в жанре подростковой драмы, снятый в США по мотивам одноимённого фильма 1985 года по заказу канала MTV. Премьера состоялась 5 июня 2011 года после церемонии вручения наград «MTV Movie Awards».
Шоу собрало положительные отзывы, набрав 61 балл из 100 возможных на сайте Metacritic. Премьера сериала привлекла 2,18 млн зрителей. Шоу официально продлено на 2 сезон 14 июля 2011 года, съёмки сезона начались в ноябре 2011 года. Премьера 2 сезона состоялась 3 июня 2012 года. 12 июля 2012 года «Волчонок» был продлен на 3 сезон, состоящий из 24 серий, место съёмок было перенесено в Лос-Анджелес, Калифорния. Премьера сезона состоялась 3 июня 2013 года, получив высокие рейтинги. На Comic-Con в Нью-Йорке было официально заявлено о продолжении сериала и выпуске 4 сезона в июне 2014 года. В 2014 году на Comic-Con в Сан-Диего было официально заявлено о продолжении сериала и выпуске 5 сезона. Сезон разделён на две части и в нём 20 эпизодов.
В июле 2015 года сериал был продлён на шестой сезон, который состоит из 20 эпизодов. 21 июля 2016 года на Comic-Con в Сан Диего было объявлено, что 6 сезон будет последним. Премьера первой половины шестого сезона состоялась 15 ноября 2016 года, а второй половины — 30 июля 2017.

## Сюжет
Скотт Макколл — шестнадцатилетний юноша, однажды ночью оказался в лесу, где его сильно ранит и кусает большой таинственный зверь, напоминающий волка. Вскоре Скотт замечает в себе некоторые изменения, такие как улучшенный слух и сила, способность к быстрой регенерации и ускоренные рефлексы. С помощью своего лучшего друга Стайлза Стилински и загадочного оборотня Дерека Хейла он должен научиться контролировать себя, чтобы суметь защитить свою семью, друзей и девушку — Эллисон Арджент — от Альфы, оборотня, который обратил его…

### Цвет светящихся глаз
Светящиеся глаза:
- Красный — альфа (главный в стае).
- Жёлтый — бета (оборотень, находящийся в стае), омега (одиночка, не имеющий стаи).
- Голубой — оборотень бета или омега, который забрал невинную жизнь.
- Зелёный — нагваль, оборотень-ягуар.
- Огненный — Цербер.
- Как у рептилии — Канима.
- Сияющий белый — Вендиго.
- Чёрный — скорпион.
- Сияющий голубой — Жеводанский зверь.
- Оранжевый — Кицунэ.

## В ролях
| Тайлер Пози      | Скотт Макколл                | 12 | 12 | 12 | 12 | 12 | 10 | 10 | 10 | 10 | 100 |
| Дилан О’Брайен   | Мечислав «Стайлз» Стилински  | 12 | 12 | 12 | 12 | 12 | 10 | 10 | 3  | 2  | 85  |
| Кристал Рид      | Эллисон Арджент / Мари Жанна | 12 | 12 | 12 | 12 |    |    | 1  |    |    | 49  |
| Тайлер Хеклин    | Дерек Хейл                   | 11 | 12 | 12 | 12 | 12 |    |    |    | 3  | 62  |
| Холланд Роден    | Лидия Мартин                 | 12 | 10 | 10 | 10 | 12 | 10 | 10 | 10 | 10 | 94  |
| Колтон Хейнс     | Джексон Уиттмор              | 12 | 12 |    |    |    |    |    |    | 2  | 26  |
| Шелли Хенниг     | Малия Тейт (Хейл)            |    |    |    | 3  | 12 | 10 | 10 | 10 | 10 | 55  |
| Арден Чо         | Кира Юкимура                 |    |    |    | 12 | 10 | 8  | 8  |    |    | 38  |
| Дилан Спрейберри | Лиам Данбар                  |    |    |    |    | 9  | 9  | 10 | 9  | 10 | 47  |
| Линден Эшби      | шериф Ноа Стилински          | 10 | 11 | 10 | 11 | 10 | 9  | 7  | 10 | 6  | 84  |
| Мелисса Понцио   | Мелисса Макколл              | 9  | 9  | 9  | 8  | 6  | 6  | 5  | 6  | 6  | 64  |
| Джей Ар Борн     | Кристофер Арджент            | 10 | 10 | 10 | 9  | 7  |    | 7  | 5  | 7  | 65  |
| Всего эпизодов   | Всего эпизодов               | 12 | 12 | 12 | 12 | 12 | 10 | 10 | 10 | 10 | 100 |

## Список серий
| Сезон | Сезон | Эпизоды | Эпизоды       | Оригинальная дата показа | Оригинальная дата показа | Зрители США (миллионы) | Зрители США (миллионы) |
| Сезон | Сезон | Эпизоды | Эпизоды       | Премьера сезона          | Финал сезона             | Зрители США (миллионы) | Зрители США (миллионы) |
| ----- | ----- | ------- | ------------- | ------------------------ | ------------------------ | ---------------------- | ---------------------- |
|       | 1     | 12      | 12            | 5 июня 2011              | 15 августа 2011          | 1,73                   |                        |
|       | 2     | 12      | 12            | 3 июня 2012              | 13 августа 2012          | 1,69                   |                        |
|       | 3     | 24      | 12            | 3 июня 2013              | 19 августа 2013          | 1,97                   |                        |
| 12    | 3     | 24      | 6 января 2014 | 24 марта 2014            |                          | 1,97                   |                        |
|       | 4     | 12      | 12            | 23 июня 2014             | 8 сентября 2014          | 1,61                   |                        |
|       | 5     | 20      | 10            | 29 июня 2015             | 24 августа 2015          | 1,05                   |                        |
| 10    | 5     | 20      | 5 января 2016 | 8 марта 2016             |                          | 1,05                   |                        |
|       | 6     | 20      | 10            | 15 ноября 2016           | 31 января 2017           | 0,47                   |                        |
| 10    | 6     | 20      | 30 июля 2017  | 24 сентября 2017         |                          | 0,47                   |                        |

## История создания
В июне 2009 года канал MTV объявил о том, что собирается снимать новую версию классической молодёжной комедии 1985 года с Майклом Джей Фоксом — по их словам, проект будет более серьёзным, он расширит мифологию вселенной оборотней, а также будет жанровой смесью драмы, романтической комедии и фильма ужасов. Это вторая телеадаптация фильма после одноименного мультсериала, созданного каналом CBS и выходившего в эфир с 1986 по 1987 года.

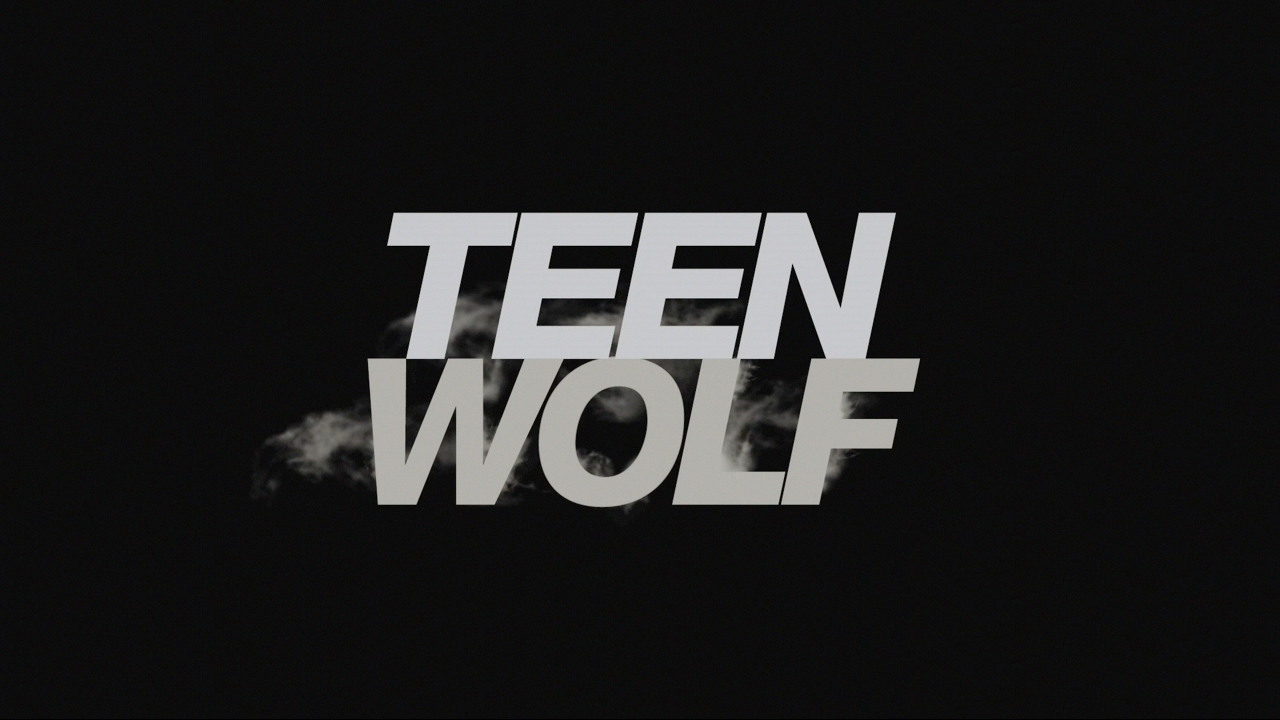
Логотип из 1 сезона.

Поиск актёров начался в декабре 2009 года. На главные роли были отобраны Тайлер Пози, Кристал Рид, Тайлер Хеклин, Дилан О’Брайен, Холланд Роден и Колтон Хэйнс. Поузи получил главную роль — Скотта Макколла, школьника, которого кусает оборотень; Рид сыграла роль новенькой Эллисон Арджент, которая влюбляется в Скотта и становится подругой популярной ученицы Лидии Мартин; Хеклин играет Дерека Хэйла, оборотня-хищника; О’Брайену досталась роль Стайлза, лучшего друга Скотта; Роден исполняет роль Лидии Мартин — популярную и властолюбивую школьницу, а Хэйнс играет Джексона Уиттмора — главного соперника Скотта по лакроссу и в жизни.
Съёмки первых 12 эпизодов шоу начались в октябре 2010 года в Атланте, штат Джорджия. Австралийский режиссёр Рассел Малкэхи снял пилотную версию сериала. Композитором шоу стал Дино Менегин (англ. Dino Meneghin). Первые восемь минут пилота были опубликованы на официальном сайте канала MTV 31 мая 2011 года.
19 октября 2011 года на официальной странице на Facebook стали известны некоторые подробности второго сезона, премьера которого состоялась в 2012 году.

## Сходство и отличия от фильмов
В обеих версиях истории в центре сюжета оказывается обычный, временами неуверенный в себе подросток. Благодаря изменениям в организме, связанным с ликантропией, герой становится более сильным физически и раскованным эмоционально. Как и в сериале, друга Скотта зовут Стайлзом — он приносит комизм в повествование. Кроме того, как и оригинал, новая версия пытается «играть» со зрителями при помощи их представлений об оборотнях, полученных из голливудских фильмов. В фильме город носит название Биконтаун (англ. Beacontown), а сериале — Бейкон Хиллс (англ. Beacon Hills).
Среди главных отличий фильмов и сериала — их жанр. Сериал MTV — это мистическая драма с элементами комедии и ужасов, в то время как фильм 1985 года — мистическая молодёжная комедия. Юмор в сериале более мрачный, но выдержан в духе оригинала. В различных промо создатели говорили, что на них оказал огромное влияние культовый сериал Джосса Уидона — «Баффи — истребительница вампиров». В своё время Уэдон сказал: «Школа — сама по себе фильм ужасов. Я поделился своим видением и продал идею». Авторы сказали, что они не собираются вводить в сериал вампиров, хотя появление других мистических существ возможно.
В новой версии Скотт играет в лакросс, а не в баскетбол. В оригинале Скотт унаследовал способность превращаться в волка от отца, в то время как в сериале мальчик стал жертвой нападения оборотня в лесу. Одежда Стайлза и в фильме, и в сериале похожа — это яркие майки, правда теперь на них изображены the Beatles и логотип Королевских военно-воздушных сил Великобритании, а не оскорбительные высказывания, как в фильме.

## Релиз

### Рейтинги
Премьера шоу привлекла 2,17 млн зрителей. После выхода в эфир третьего эпизода стало известно, что количество зрителей в категории от 12 до 34 лет возросло на 23 % с показателем 1,6 в демо-категории. В результате, удвоив свои показатели в общем количестве зрителей и демо-группе, сериал стал первым среди женщин от 12 до 34. Финал сезона привлёк 2,1 млн зрителей с показателем 1,9 в категории от 12 до 34, став самым успешным в эфире в это время среди подростков и женской аудитории от 12 до 34. Средняя аудитория по итогам первого сезона в США составила 1,73 млн с демографическим рейтингом 0,68 в возрастной категории 18-49.
Средняя аудитория второго сезона составила 1,69 млн с демографическим рейтингом 0,68 в возрастной категории 18-49.
Премьера третьего сезона собрала у экранов 2,36 млн зрителей с демографическим рейтингом 1,0 в возрастной категории от 18 до 49 лет, став самым успешным эпизодом в истории сериала. По итогам вечера сериал стал самым популярным на кабельных каналах в возрастной категории от 12 до 34 лет и на всём американском телевидении у подростков в возрасте 13-18.
| 1 | Понедельник, 22:00/21:00                                          | 5 июня 2011  | 15 августа 2011 | 12 | 2011 | 1.69 |
| 2 | Понедельник, 22:00/21:00                                          | 3 июня 2012  | 13 августа 2012 | 12 | 2012 | 1.70 |
| 3 | Понедельник, 22:00/21:00                                          | 3 июня 2013  | 25 марта 2014   | 24 | 2013 | TBD  |
| 4 | Понедельник, 22:00/21:00                                          | 23 июня 2014 | 8 сентября 2014 | 12 | 2014 | TBD  |
| 5 | Понедельник, 22:00/21:00 (Часть 1) Вторник, 21:00/20:00 (Часть 2) | 29 июня 2015 | 8 марта 2016    | 20 | 2015 | TBD  |

### Критика
В основном сериал получил положительные отзывы критиков, особенно шоу выделилось на фоне других проектов канала MTV. Сайт Metacritic присвоил сериалу 61 балл из 100, что соответствует уровню «В целом положительная оценка», на основе 14 профессиональных обзоров. Сайт также назвал сериал лучшим проектом канала после шоу «Неуклюжая» (англ. Awkward). Линда Стази из «New York Post» присвоила пилоту самый большой балл, «сценарий не только великолепно продуман, но и симпатичные мальчики и девочки в нём действительно умеют играть!». Верн Гей из «Newsday» также присвоил высшую оценку, отметив, что «это шоу номер один, которое невероятно интересно смотреть!». Дэвид Хинкли из «New York Daily News» также высказался положительно в адрес шоу, сказав: «Оборотни, красивые девчонки, тупые качки и лакросс — что ещё нужно для хорошего шоу?».
Некоторые критики были более сдержанны, в особенности относительно пилотного эпизода. Трой Паттерсон из «Slate» дал сериалу среднюю оценку, отметив, что «это остроумная сверхъестественная драма». Джеймс Панивозик написал в обзоре для «Time»: «Пилот неплох, в духе сериалов канала The CW, но, на мой взгляд, крайне затянут, чего не ожидаешь от подросткового ужастика».
После финала сезона в августе 2011 года, Йен Грей с ресурса «indieWire» дал сериалу положительную оценку, а Ангел Кон из «Television Without Pity» поставила сериал на третье место в своём списке лучших проектов этого лета.

### Награды
| Год  | Номинация          | Категория                                | Номинант                                 | Результат |
| ---- | ------------------ | ---------------------------------------- | ---------------------------------------- | --------- |
| 2011 | Teen Choice Awards | Choice TV Fantasy/Sci-Fi                 | Choice TV Fantasy/Sci-Fi                 | Номинация |
| 2011 | Teen Choice Awards | Choice Summer TV Show                    | Choice Summer TV Show                    | Номинация |
| 2011 | Teen Choice Awards | Breakout Star                            | Тайлер Пози                              | Номинация |
| 2011 | Teen Choice Awards | Choice Summer TV Star — Male             | Тайлер Пози                              | Номинация |
| 2011 | Teen Choice Awards | Choice Summer TV Star — Female           | Кристал Рид                              | Номинация |
| 2011 | Teen Choice Awards | Choice TV Actress: Fantasy/Sci-Fi        | Кристал Рид                              | Номинация |
| 2012 | Saturn Award       | Best Youth-Oriented Series on Television | Best Youth-Oriented Series on Television | Победа    |
| 2012 | Teen Choice Awards | Choice Summer TV Show                    | Choice Summer TV Show                    | Победа    |
| 2012 | Teen Choice Awards | Choice Summer TV Star — Male             | Тайлер Пози                              | Победа    |
| 2012 | Teen Choice Awards | Choice Summer TV Star — Female           | Кристал Рид                              | Номинация |
| 2012 | Imagen Award       | Best Actor/Television                    | Тайлер Пози                              | Номинация |
| 2012 | ALMA               | Favorite TV Actor — Leading Role         | Тайлер Пози                              | Победа    |
| 2013 | Saturn Award       | Best Youth-Oriented Series on Television | Best Youth-Oriented Series on Television | Победа    |
| 2014 | Saturn Award       | Best Youth-Oriented Series on Television | Best Youth-Oriented Series on Television | Победа    |

## Продукция

### Комиксы
В сентябре 2011 года студия «Image» начала ежемесячный выпуск серии комиксов «Волчонок: Укуси меня» по мотивам сериала. Мини-серия из трёх выпусков получила негативные отзывы критики в адрес сюжета и художественного исполнения.

### Книга
17 июля 2012 года в продажу поступил роман «Волчонок: В огне», написанный Нэнси Холдер. Действие романа происходит между эпизодами «The Tell» и «Heart Monitor» первого сезона. Книга получила положительные отзывы.

### Вебизоды
Вебизоды «В поисках исцеления» (англ. Search For A Cure) были сняты при поддержке телекоммуникационной компании AT&T. Веб-сериал поставил создатель шоу, Джефф Дэвис, по собственному сценарию — мини-истории считаются каноничными для вселенной шоу. Эпизоды доступны для просмотра на сайте канала MTV и на странице компании AT&T на Facebook.
Действие происходит между первым и вторым сезонами шоу. По сюжету Стайлз отправляется на поиски эксперта в области ликантропии, доктора Конрада Фенраса — юноша уверен, что он может исцелить Скотта и избавить его от проклятья оборотня. Роль доктора Фенриса сыграл Джон Пози, отец исполнителя главной роли, Тайлера Пози. Джон вошёл в актёрский состав сериала в эпизоде «Wolf’s Bane».

## Фильм и спин-офф
В 2023 году ожидается выход картины «Волчонок: Фильм». Фильм станет продолжением к телесериалу «Волчонок».
Картина также послужит отправной точкой для предстоящего спин-оффа телесериала «Волчья стая», основанного на романе Эдо ван Белкома.